# Петров-Родионов, Яков Иванович
Яков Иванович Петров-Родионов (1807—1882) — томский купец.

## Биография
Яков Иванович Петров-Родионов был выходцем из мещанского сословия. Его семья занималась извозом. Сам Яков увлёкся торговлей и смог записаться в купечество второй гильдии, однако путь к вершинам торговой славы оказался непростым — в 1847 году суд признал его несостоятельным.
После погашения долга несостоятельность с Якова Ивановича сняли. Через год он записался томским купцом третьей гильдии. В 1861 удалось снова войти во вторую, а в 1865 году — в первую, высшую. Позже купец также получил звание потомственного почётного гражданина.
У Петрова-Родионова было 29 торговых лавок. Также он владел недвижимостью и конторой транспортирования кладей.
В 1882 году скончался и был похоронен рядом с женой на кладбище женского монастыря, в создании которого принял живое участие.

## Семья
Был женат дважды. Первая жена Александра Алексеевна. Вторая — Марья Ивановна. Она была известна как благотворительница и оказывала помощь тому самому женскому монастырю, в котором затем была похоронена вместе с Яковом Ивановичем.
От первого брака родилась дочь Пелагея, от второго — дочь Александра Яковлевна Еренева (вышла замуж за купца и мецената И. А. Еренева).

## Общественная и благотворительная деятельность
В 1834 году Петров-Родионов был избран старостой. Два трёхлетних срока — в 1840—1843 и затем с 1858 по 1861 — являлся заседателем в Томском городовом суде. Также был заместителем директора Сибирского общественного банка и пытался стать городским головой.
Петров-Родионов активно занимался благотворительностью. В Томске он попечительствовал над губернской мужской гимназией, профинансировал возведение вокруг Преображенского кладбища ограды, а вблизи кладбища — строительство Иннокентьевской церкви. Дарственную на землю под церковью Яков Иванович оформил на купчиху Михееву, постригшуюся в монахини и просившую его об этом. Церковь он также обустроил так, чтобы в ней можно было вести богослужения. Вокруг храма возникла женская монашеская община, а с 1876 года — Иоанно-Предтеченский женский монастырь. Также благодаря усилиям и средствам Петрова-Родионова была возведена домовая церковь в городской больнице Томска.